# 2e régiment de spahis marocains
Le 2e régiment de spahis marocains (2e RSM)  est une unité appartenant à l'Armée d'Afrique qui dépendait de l'armée française ; créé en 1920, il est dissous en 1963.

## Création et différentes dénominations
- 1920 : création du 2e régiment de marche de spahis marocains (2e RMSM)
- 1924 : prend le nom de 22e régiment de spahis marocains (22e RSM)
- 1929 : devient le  2e régiment de spahis marocains (2e RSM)
- 1940 : Dissous
- 1943 : recréation du 2e régiment de spahis marocains
- juillet 1946 : Dissous
- 1er décembre 1947 : recréation du 2e régiment de spahis marocains
- octobre 1958 : devient le 22e régiment de spahis
- 1962 : Dissous

## Chefs de corps
- 1920-1925 : colonel Rousseau
- 1926-1927 : colonel Corrart des Essarts
- 1928 : lieutenant-colonel Blandin de Chalain
- 1929-1930 : colonel Barbary de Langlade
- 1931-1932 : lieutenant-colonel Blandin de Chalain
- 1933 : leutenant-colonel Olivier Marc[1]
- 1934 : 
  - chef d'escadron Moslard
  - 1934 : colonel Emmanuel Burnol
- 1938- février 1940 : lieutenant-colonel Alphonse Dalmay de la Garennie
- 1940 : 
  - colonel Émile Geoffroy (tué le 15 mai 1940 à la bataille de La Horgne)
  - chef d'escadron Azemar[2]
  - lieutenant-colonel Yves Le Maignan de Kerangat[2]
- 1943-1944 : lieutenant-colonel Duvernoy
- 1945 : lieutenant-Colonel Bouteieb Tabelait
- 1946 : 
  - lieutenant-colonel Bringoux
  - lieutenant-Colonel Blandin de Chalin
- 1947-1948 : lieutenant-colonel René Didelot
- 1949 :
  - chef d'escadron Christian de La Croix de Castries
  - lieutenant-colonel Le Porquier de Vaux
- 1950 : lieutenant-colonel Lehagre
- 1951 : lieutenant-colonel Blanc
- 1952 : colonel Jean Baguenault de Viéville
- 1953 : 
  - lieutenant-cColonel Pougin de la Maisonneuve (tué le 5 novembre 1953 à Binh-Ba en Cochinchine)
  - chef d'escadron Lefevre
  - lieutenant-colonel du Cos de la Hitte
- 1954 : lieutenant-colonel du Moustier de Canchy.
- 1955 :  
  - chef d'escadron Ceroni
  - lieutenant-Colonel Blondeau
- 1958-1960 : colonel Ardisson
- 1961-1962 : lieutenant-colonel Ricquier
- 1963 : lieutenant-colonel Saint-Olive

## Historique des garnisons, campagnes et batailles

### Garnisons
- Maroc : Rabat, Casablanca, Marrakech, Kasba-Tadla, Alemsid, Tiznit
- Indochine : Vinh Long, Bà Rịa
- Allemagne : Spire

### Entre-deux-guerres
Crée au Maroc en 1920 sous le nom de 2e régiment de marche de spahis marocains (2e RMSM). Il prend ensuite le nom de 22e régiment de spahis marocains (22e RSM), puis 2e régiment de spahis marocains (2e RSM) en 1929. 
Cette unité prend activement part à la guerre du Rif à partir de 1925. Il participe ensuite aux autres campagnes de la pacification du Maroc, dont les opérations dans la djebel Saghro en 1933. 

### Seconde Guerre mondiale

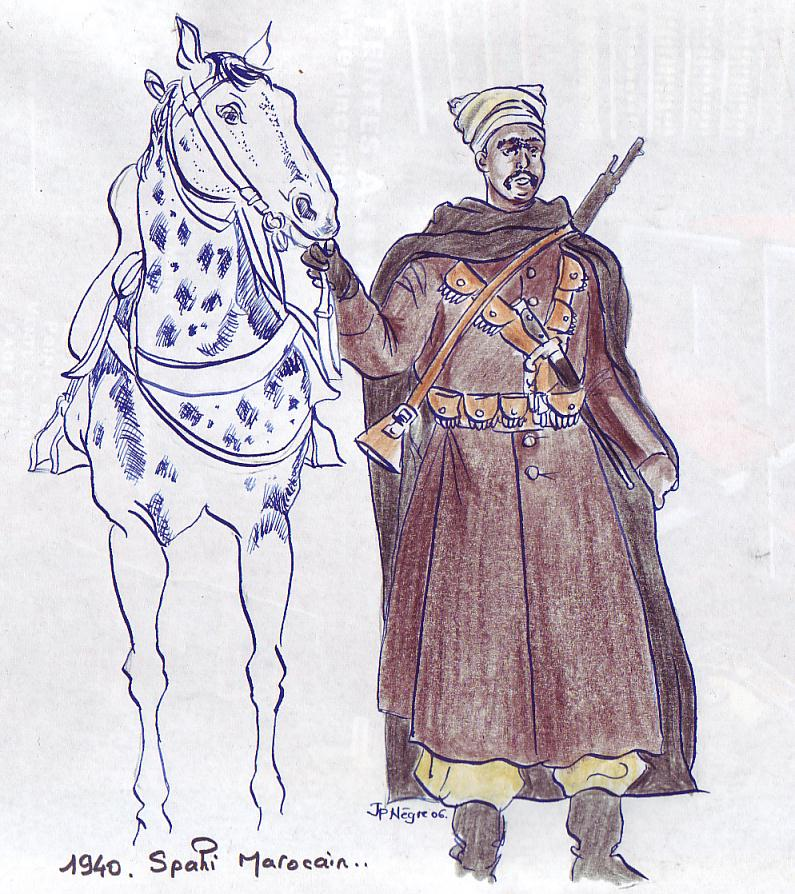
Dessin d'après une photographie d'un spahis du 2e RSM pendant l'hiver 1940.

#### 1939
Au début de la Seconde Guerre mondiale, il constitue, avec le 2e régiment de spahis algériens, la 3e brigade de spahis.

#### 1940
Cette unité s'avance en Belgique dans l'Ardenne le 10 mai 1940. Le 1er escadron du 2e RSM est accroché à Mouzaive et les Allemands prennent la passerelle sur le Semois. La 3e BS recule le 12 face aux forces de la Wehrmacht entrées dans les Ardennes. Le 14 mai, le régiment tente en vain de stopper la percée allemande à Vendresse. Le 15 mai, elle affronte les Allemands au cours de violents combats à La Horgne, près de Sedan. Le chef de corps du 2e RSM, le colonel Geoffroy, qui avait succédé en mars 1940 au lieutenant-colonel Alphonse Dalmay de La Garennie, est tué, ainsi que 8 spahis.
La 3e BS repart au combat à partir du 28 mai et rejoint le groupement de cavalerie du général Gailliard (sl). Le 9 juin 1940, le 2e RSM contre attaque à Vandy dans les Ardennes puis reprend Voncq le lendemain. Du 9 au 13 juin le régiment déplore 25 tués. Il combat ensuite avec sa brigade en soutien du décrochage du corps d'armée colonial et perd 18 tués entre le 14 et le 22 juin. Réduit à 349 hommes et 390 chevaux et mulets, le régiment se rend aux Allemands le 23 à Étreval.

#### 1943
Le 2e RSM renaît brièvement de 1943 à juillet 1946, dans un rôle de régiment de souveraineté et ne participe donc pas aux autres campagnes de 1943-1945.

### De 1945 à nos jours
Le 1er décembre 1947, le 2e RSM est remis sur pied à partir du régiment de marche de spahis d'Extrême-Orient (RMSEO)
Il est déployé au sud de la Cochinchine (secteurs de Can Tho, Vinh Long et My Tho) et participe aux combats contre le Viet-Minh. Il assure aussi l'intégrité des communications routières et fluviales de la région. 
Il perd en Indochine 198 hommes, tués ou disparus, dont 12 officiers (parmi eux, un de ses chefs de corps, le lieutenant-colonel Pougin de la Maisonneuve, tombé dans une embuscade le 5 novembre 1953) et 30 sous-officiers.
Le 2e RSM quitte l'Indochine pour sa garnison de Marrakech au Maroc en mars 1955.
En octobre 1958, il s'installe à Médiouna, près de Casablanca[réf. souhaitée] et devient 22e régiment de spahis (22e RS), les spahis marocains étant numérotés avec leur ancienne numérotation plus 20.
En juillet 1960, le 22e RS prend garnison en Allemagne, à Saint-Wendel, puis, à la fin 1961, à Spire. C'est là qu'il est dissous en 1962 et prend l'appellation de 21e RS. Ce dernier deviendra le 1er février 1965 le 1er régiment de spahis.

## Traditions

### Étendard
Il porte, cousues en lettres d'or dans ses plis, les inscriptions suivantes :
- Maroc 1912-1923-1929-1934
- La Horgne 1940
- Indochine 1947-1954

L'inscription Maroc 1912 fait références aux escadrons auxiliaires marocains, le régiment n'existant pas encore.
De plus, chaque escadron porte un toug, emblème portant le fanion du régiment et surmonté d'un crin de cheval.

### Décorations
Le régiment a reçu les décorations suivantes :
- croix de guerre 1939-1945 avec une palme[17] et une étoile d'argent[18]
- croix de guerre des TOE avec deux palmes
- mérite militaire chérifien

### Uniforme
En 1939, tous les spahis, français ou marocains, ont le même uniforme. Les Européens (sauf les officiers) portent volontairement le costume marocain, avec le sarouel et la chéchia.

## Personnalités ayant servi au régiment
- Olivier Marc, commandant d'un escadron du 22e RSM de 1923 à 1924, revient au 2e RSM en 1928, chef de corps en 1934[19]
- Mbarek Bekkaï, affecté au régiment en 1934, blessé en 1940
- Christian de La Croix de Castries, chef de corps en 1949
- Jean Baguenault de Viéville, chef de corps en 1952